# Christopher Routis
Pour les articles homonymes, voir Routis.
Christopher Pascal Routis, né le 3 mars 1990 à Bordeaux, est un footballeur français. Il a évolué au poste de défenseur central.

## Biographie
Avec l'équipe du Servette FC, il joue 53 matchs en première division suisse, inscrivant trois buts.
Le 1er juillet 2016, il rejoint le club écossais de Ross County.
En 2018, il quitte Ross County pour rejoindre à nouveau le Servette FC.